# Miłosz Karski
Miłosz Karski (ur. 30 marca 1973) – polski trener sportowy. Olimpijczyk podczas Igrzysk olimpijskich niesłyszących. 
W 2018 roku jako asystent Klaudiusza Hirscha w sztabie szkoleniowym reprezentacji Polski w minifutbolu, zdobył srebrny medal Mistrzostw Świata w Portugalii. Wcześniej trzykrotny uczestnik finałów Mistrzostw Europy w piłce nożnej sześcioosobowej organizowanych przez Europejską Federację Minifutbolu.
Pełnił także funkcję asystenta trenera oraz kierownika drużyn młodzieżowych i seniorskich futsalowego Piasta Gliwice, z którym w sezonie 2018/19 sięgnął po srebrny medal Pucharu Polski w futsalu. Członek zarządu halowego Piasta Gliwice w randze wiceprezesa, komentator sportowy oraz dziennikarz, m.in. portalu Sport Śląski.
W roku 2021 Karski, już po uzyskaniu licencji trenerskiej PZPN Futsal C, dołączył do sztabów szkoleniowych, najpierw sekcji głuchych MIG Piast Gliwice, a następnie, ponownie, do drużyny seniorów futsalowej sekcji Piast Gliwice.
W efekcie tych zmian, jeszcze w sezonie 2020/21, sięgnął po Puchar Polski głuchych w futsalu, by sezon 2021/22 zakończyć z tytułem Mistrza Polski Futsal Ekstraklasy, w sztabie byłego trenera Sportingu Lizbona, Orlando Duarte.
Rok 2022 to dla Miłosza Karskiego debiut w rozgrywkach futsalowej Ligi Mistrzów UEFA podczas turnieju w Atenach, a także drugi już w karierze medal Mistrzostw Świata ISF wywalczony z reprezentacją Polski w minifutbolu.
W pierwszej połowie roku 2023 Karski został oficjalnie członkiem sztabu reprezentacji Polski niesłyszących kobiet w piłce nożnej Polskiego Związku Sportu Niesłyszących, jako trener asystent nowo powołanego selekcjonera, Piotra Ożoga.
Jesienią tego samego roku polskie piłkarki, pod wodzą nowego sztabu szkoleniowego, przywiozły brązowe medale z Mistrzostw Świata w malezyjskim Kuala Lumpur, a następnie zadebiutowały na Zimowych Igrzyskach Olimpijskich Głuchych w tureckim Erzurum.

## Sukcesy

### jako asystent trenera
Mistrzostwa Świata:
- 2018
- 2023[19]

### inne
Mistrzostwa Polski w futsalu:
- 2022

Puchar Polski w futsalu:
- 2019

Superpuchar Polski w futsalu:
- 2019[20]

Młodzieżowe Mistrzostwa Polski w futsalu:
- 2020[21]